# Надійні хлопці
«Надійні хлопці» (англ. Stand Up Guys) — американська кримінальна комедія режисера Фішера Стівенса, що вийшла 2012 року. Сценарій картини написав Ной Гейдлі, продюсерамм були Сідні Кіммел, Гері Луккезе, Том Розенберг і Джим Таубер. Вперше фільм продемонстрували 11 жовтня 2012 року у США на Міжнародному кінофестивалі у Чикаго.
В Україні прем'єра відбулась російською мовою 7 березня 2013 року.
Український переклад зробила студія Омікрон на замовлення Гуртом, перекладач — Олекса Негребецький..

## Сюжет
Після 28-річного тюремного ув'язнення, Вел нарешті виходить на свободу. Він уже немолодий, поспішати нікуди, як і йти. Тому він звертається до свого старого приятеля Дока, з яким колись не раз ходив на справу. Але Доку наказали вбити свого спільника до 10 години ранку наступного дня, інакше йому доведеться самому поплатиться життям. І все, що він може зробити для Вела, це допомогти добре провести час, що залишився.

## У ролях
| Актор              | Персонаж                                |
| ------------------ | --------------------------------------- |
| Аль Пачіно         | Велентайн «Вел» (англ. Valentine «Val») |
| Крістофер Вокен    | Док (англ. Doc)                         |
| Алан Аркін         | Річард Герш (англ. Richard Hirsch)      |
| Джуліанна Маргуліс | Ніна Герш (англ. Nina Hirsch)           |
| Марк Марґоліс      | Клепгендс (англ. Claphands)             |
| Люсі Панч          | Венді (англ. Wendy)                     |
| Кетрін Винник      | Оксана (англ. Oxana)                    |
| Ванесса Ферліто    | Сильвія (англ. Sylvia)                  |
| Білл Барр          | Ларрі (англ. Larry)                     |

## Сприйняття

### Критика
Фільм отримав загалом змішані відгуки: Rotten Tomatoes дав оцінку 36 % на основі 88 відгуків від критиків (середня оцінка 5,2/10) і 50 % від глядачів із середньою оцінкою 3,3/5 (7,740 голосів), сказавши, що фільм «Реальні хлопці» марнує талант акторського складу у повністю посередній комедії, що ще погіршується поганою режисурою і поверхневим сценарієм", Internet Movie Database поставив 6,6/10 (7 388 голосів), Metacritic — 41/100 (30 відгуків критиків) і 5,8/10 від глядачів (14 голосів).

### Касові збори
Під час показу у США, що стартував 1 лютого 2013 року, протягом першого тижня фільм був показаний у 659 кінотеатрах і зібрав $1,486,390, що на той час дозволило йому зайняти 18 місце серед усіх прем'єр. Показ протривав 35 днів (5 тижнів) і закінчився 7 березня 2013 року, зібравши у прокаті у США $3,310,031 при бюджеті $15 млн.

### Нагороди і номінації[11]
| Рік  | Нагорода                                           | Категорія                 | Номінант                             | Результат |
| ---- | -------------------------------------------------- | ------------------------- | ------------------------------------ | --------- |
| 2013 | 70-та церемонія вручення нагороди «Золотий глобус» | Найкраща музика до фільму | Джон Бон Джові «Not Running Anymore» | Номінація |